# Sant'Agostino (Ferrara)
Sant'Agostino é uma comuna italiana da região da Emília-Romanha, província de Ferrara, com cerca de 6.139 habitantes. Estende-se por uma área de 35 km², tendo uma densidade populacional de 175 hab/km². Faz fronteira com Bondeno, Cento, Galliera (BO), Mirabello, Pieve di Cento (BO), Poggio Renatico.
Após um referendum popular, terminado positivamente, estableceu-se a fusão com a comuna de Mirabello numa nova comuna do noma Terre del Reno. A nova comuna partiu depois de 1 de janeiro de 2017.

## Demografia
| Variação demográfica do município entre 1861 e 2011                               |
|                                                                                   |
| Fonte: Istituto Nazionale di Statistica (ISTAT) - Elaboração gráfica da Wikipedia |